# Israel Broussard
Pour les articles homonymes, voir Broussard.
Isaiah Israel Broussard est un acteur américain, né le 22 août 1994 à Gulfport, puis a grandi à Saucier, dans l'état du Mississippi aux États-Unis. Il a obtenu de petits rôles dans les films Flipped et Papa, ses embrouilles et Moi avant de se faire connaître d'un large public avec le rôle de Marc dans The Bling Ring de Sofia Coppola en 2013.

## Biographie
Israel Broussard est originaire de la petite ville de Gulfport, dans l'État du Mississippi. Il grandit dans un cadre rural dans lequel, enfant, il se plaît à jouer des jeux de rôles avec ses amis ainsi qu’avec ses trois sœurs et son petit frére[réf. nécessaire]. En plus de ses activités, Israel Broussard s’intéresse également à l'écriture et la réalisation[réf. nécessaire]. Israel Broussard pratique des activités comme le paintball, le vélo et le skateboard[réf. nécessaire]. Il joue aussi de la guitare, du piano, chante, et écrit. C’est un peu par hasard qu’il se présente à l’audition d’une pièce de théâtre locale intitulée Miracle Worker pour le Biloxi Little Theater en 2006. Retenu pour le rôle de Percy Israel, il décide d'embrasser une carrière de comédien.
C’est deux ans plus tard que sa carrière commence véritablement. Il est repéré à Hollywood par un agent qui l’incite à signer auprès de l’agence Abrams Artists Agency en janvier 2008.
Il fait ses premiers pas d’acteur dans la série comique Romantically Challenged en 2010 en interprétant le rôle de Justin Thomas aux côtés d’Alyssa Milano. La même année, il tourne au cinéma sous la direction de Rob Reiner, dans le film Flipped, et apparaît également dans le court-métrage d’aventure Mad Dog and the flyboy. Israel rejoint ensuite la comédie familiale Papa, ses embrouilles et Moi en 2011, dans laquelle il incarne Josh.
Sa carrière décolle en 2013 lorsque Sofia Coppola lui confie le premier rôle masculin de son film The Bling Ring. Il partage l’affiche avec Emma Watson, Katie Chang, Taissa Farmiga et Claire Julien (de), et acquiert une visibilité internationale puisque le film est sélectionné dans la catégorie Un certain regard du 66e Festival de Cannes. Ce film, inspiré de faits réels, relate les cambriolages de célébrités de Hollywood par un groupe d'adolescents californiens surnommés le Bling Ring. Israel reçoit les éloges des critiques dans le rôle de Marc, un personnage inspiré de Nick Prugo dans la véritable histoire.
Le Chicago Tribune le décrit comme « un acteur pleins de promesses », tout comme sa partenaire à l'écran Katie Chang, tandis que le magazine Rolling Stone note que Chang et Broussard ont fait de Rebecca et Marc « le duo le plus drôle et effrayant qu'il vaut mieux ne jamais rencontrer ». Interrogé au sujet de son choix de casting composé principalement de « nouveaux visages » en référence à Broussard et Chang dans les rôles principaux, Sofia Coppola a déclaré « Il y a une sorte de naturel à être un acteur adolescent que l'on n'a pas avec un acteur qui a beaucoup joué auparavant ».

## Filmographie

### Cinéma
- 2010 : Mad Dog and the Flyboy (court-métrage) : Hunter
- 2010 : Un cœur à l'envers (Flipped) de Rob Reiner : Garrett
- 2013 : The Bling Ring de Sofia Coppola : Marc
- 2017 : Happy Birthdead : Carter Davis
- 2018 : Extinction : Miles
- 2018 : À tous les garçons que j'ai aimés (To All the Boys I've Loved Before) de Susan Johnson : Josh
- 2019 : Happy Birthdead 2 You : Carter Davis
- 2021 : Fear of Rain : Caleb

### Télévision
- 2010 : Romantically Challenged (Série) : Justin Thoma
- 2015 : Adolescence perdue (Perfect High) : Carson
- 2016 : Fear the Walking Dead : James McCalister (2 épisodes)

### Voix françaises
- Brice Ournac dans :
  - Fear the Walking Dead (2016)
  - Extinction (2018)
  - À tous les garçons que j'ai aimés (2018)
- Maxime Van Santfoort dans :
  - Happy Birthdead (2017)
  - Into the Dark (2018)
  - Happy Birthdead 2 You (2019)
- Victor Naudet dans The Bling Ring (2013)